# Avigdor Lieberman
Avigdor Lieberman, (en hebreo אביגדור ליברמן; Kishinev, RSS de Moldavia, Unión Soviética; 5 de julio de 1958) es un político israelí, líder del partido Israel Beitenu, Ministro de Relaciones Exteriores (2009-2012; 2013-2015) y Ministro de Defensa israelí (2016-2018).

## Biografía
Lieberman nació en Moldavia, que formaba entonces parte de la Unión Soviética, trabajó como locutor en Bakú, Azerbaiyán y emigró a Israel en 1978 a la edad de 21 años. En Israel sirvió en las Fuerzas de Defensa de Israel, y se graduó en Relaciones Internacionales y Ciencias Políticas de la Universidad Hebrea de Jerusalén.

## Carrera política
Se le acusa de haber formado parte del partido Kach, un partido ilegalizado en 1988 por sus posturas manifiestamente racistas y antiárabes, que figura en la lista de organizaciones terroristas del gobierno de los Estados Unidos, la Unión Europea y Canadá.
En octubre de 2006, el primer ministro de Israel, Ehud Ólmert, y Lieberman firmaron un acuerdo de coalición. Como parte del acuerdo, Lieberman se convirtió en el Ministro de Asuntos Estratégicos, un nuevo cargo cuyo enfoque principal es el trazado de políticas estratégicas contra el programa nuclear iraní. Bajo este nuevo cargo, con foco hacia la amenaza iraní, Lieberman fue también miembro del Comité de Defensa y Asuntos Externos y otras comisiones de seguridad que tratan con los casos más secretos de la seguridad de Israel. Más tarde renunció a su cargo y retiró al partido de la coalición de gobierno alegando su oposición a las negociaciones de paz entre el gobierno de Ólmert y Abu Mazen.
El 1 de abril de 2009 asumió el cargo de Ministro de Relaciones Exteriores en el segundo gobierno de Benjamín Netanyahu.En 2014 durante un acto electoral indicó que aquellos árabes-israelíes que sean "desleales" a Israel deben ser decapitados con un hacha,  por lo que en respuesta
el Ministerio de Exteriores de la Autoridad Palestina ha reclamado que sea arrestado y llevado ante la justicia por sus declaraciones.

## Ideología
Lieberman es conocido por su plan de intercambio de territorios (en hebreo: חילופי שטחים).[cita requerida] El plan consiste en mantener los asentamientos judíos en Cisjordania a manos de Israel, y a cambio, pasar a manos de la Autoridad Nacional Palestina el meshulash (“triángulo”) de la región de Wadi-Ara, habitada casi totalmente pobladores árabes, que pertenece hoy a Israel según la Línea Verde, la frontera pactada en el Armisticio árabe-israelí de 1949). Los pobladores árabes de esa región que hoy tienen ciudadanía israelí, la perderían.
Defiende que: "hay que ahogar a los prisioneros palestinos en el Mar Muerto. Tenemos que combatir Hamás como lo hizo EE.UU. en Japón", refiriéndose a la bomba atómica y evitando invadir la franja de Gaza.
Lieberman justifica su idea alegando que los residentes del área son todos árabes que se ven como palestinos y por lo tanto deben ser reunidos con la Autoridad Palestina como parte de establecer dos entidades nacionales separadas: Una para los judíos y una para los árabes.[cita requerida]
Propone poner trabas al derecho a la ciudadanía para los nuevos ciudadanos de Israel, tales como exigirles que juren fidelidad al estado para poder conservarla, obligación que regiría tanto para los nuevos inmigrantes árabes, como también para los judíos. Anteriormente, apoyaba el plan conocido como Transfer, según el cual todos los habitantes árabes de Israel y los territorios ocupados serían transferidos a Jordania u otros países árabes por su propia voluntad.
En 2002, defendió bombardear Teherán, y la presa egipcia de Aswan, y Beirut, y asesinar a Yasir Arafat y aplastar Cisjordania. Reclamaba “No dejar piedra sobre piedra... destruir todo”, incluidos objetivos civiles, como centros comerciales, bancos o gasolineras.
Lieberman tiene su domicilio en la colonia de Nokdim en Cisjordania, y ha expresado que no detendrá la expansión de los asentamientos en Cisjordania.